# Campeonato Mundial de Pentatlón Moderno de 1953
El IV Campeonato Mundial de Pentatlón Moderno se celebró en Santo Domingo (Chile) en 1953 bajo la organización de la Unión Internacional de Pentatlón Moderno (UIPM) y la Federación de Pentatlón Moderno de Chile (FEPECHI).

## Concurso masculino
Participaron 23 pentatletas de 7 países.
| Evento     | Oro                                                                    | Plata                                                                          | Bronce                                                              |
| Individual | Gábor Benedek 22 Places                                                | István Szondy                                                                  | William Andre                                                       |
| Equipos    | Suecia · 142 Places · Thorsten Lindqvist · Per-Ove Nilsson · Lars Hall | Argentina Jorge Hugo Arguindegui Luis Fernando Ribera Carlos Alberto Velázquez | Chile · Luis Carmona Barrales · Gerardo Cortés · Nilo Floody Buxton |

## Medallero
| Núm. | País           | Oro | Plata | Bronce | Total |
| ---- | -------------- | --- | ----- | ------ | ----- |
| 1    | Hungría        | 1   | 1     | 0      | 2     |
| 2    | Suecia         | 1   | 0     | 0      | 1     |
| 3    | Argentina      | 0   | 1     | 0      | 1     |
| 4    | Chile          | 0   | 0     | 1      | 1     |
|      | Estados Unidos | 0   | 0     | 1      | 1     |
|      | TOTAL          | 2   | 2     | 2      | 6     |